# Kameralna Wielka Improwizacja Kabaretowa
Kameralna Wielka Improwizacja Kabaretowa (w skrócie KWIK) – wspólny projekt dwóch wrocławskich kabaretów: Kabaretu OTOoni i  Kabaretu Nic Nie Szkodzi. Inicjatorem i pomysłodawcą projektu jest Artur Jóskowiak - lider i założyciel Kabaretu Nic Nie Szkodzi. Grupa powstała w marcu 2009 roku. Ich występy nawiązują do amerykańskiego programu telewizyjnego Whose Line Is It Anyway?. Obecnie do grupy doszedł Krzysztof Ryś z kabaretu Ymlałt.

## Skład grupy
- Artur Jóskowiak (pomysłodawca i założyciel)
- Artur "Liti" Zuba
- Maciek "Wiśnia" Wiśniewski
- Karol Lis (obecnie nie grający)
- Dobrosława "Bela" Lis
- Joanna Fiszer (obecnie nie grająca)
- Hanna Misiak
- Adrian Hrehorowicz
- Krzysztof Ryś

### Akustycy
- Tomasz "Młody" Zuba
- Łukasz Ptaszek

### Muzycy
- Marlena Maj (obecnie nie grająca)